# Sphaerolaimus macrocirculus
Sphaerolaimus macrocirculus is een rondwormensoort uit de familie van de Sphaerolaimidae. De wetenschappelijke naam van de soort is voor het eerst geldig gepubliceerd in 1918 door Filipjev.